# Svenska inomhusmästerskapen i friidrott 1998
Svenska inomhusmästerskapen i friidrott 1998 var uppdelat i  
- Stora Inne-SM den 13 till 15 februari i Eskilstuna samt
- Inne-SM Mångkamp den 31 januari till 1 februari i Malmö

Tävlingen var det 33:e svenska inomhusmästerskapet. På tävlingen slogs ett inomhusvärldsrekord när Vala Flosadóttir hoppade 4.44 i kvinnornas stavhopp. 

## Svenska inomhusmästare män
- 60 m: Peter Karlsson, Alingsås IF - 6,69 [2]
- 200 m: Mikael Ahl, Ullevi FK - 21,80 [3]
- 400 m: Torbjörn Eriksson, Sundsvalls FI - 47,97 [4]
- 800 m: Rickard Pell, Hammarby IF - 1.49,76 [5]
- 1500 m: Joel Johansson, Malmö AI - 3.49,88 [6]
- 3000 m: Henrik Skoog, Villstads GoIF - 8.11,89 [7]
- 60 m häck: Henrik Värendh*, Spårvägens FK - 7,78 [8]
- Höjd: Stefan Holm, Kils AIK - 220 [9]
- Stav: Igor Potapovitj**, KA 2 IF - 5,55 [10]
- Längd: Mattias Sunneborn, IFK Lidingö - 7,72 [11]
- Tresteg: Lars Hedman, Ullevi FK - 16,02 [12]
- Kula: Sören Tallhem, Spårvägens FK - 19,36 [13]
- Sjukamp: Patrik Stenström, Gotlands FI - 5689 [14]

*) Gaute Gundersen, Norge, vann finalen (7,76) men var utom SM-tävlan

**) Martin Voss, Danmark, vann tävlingen på samma höjd men var utom SM-tävlan

## Svenska inomhusmästare kvinnor
- 60 m: Annika Amundin, Ullevi FK - 7,41 [15]
- 200 m: Jenny Kallur, Falu IK - 24,64 [16]
- 400 m: Nadja Petersen, Huddinge AIS - 55,17 [17]
- 800 m: Linda Olsson, Täby IS - 2.07,59 [18]
- 1500 m: Malin Ewerlöf, Spårvägens FK - 4.10,86 [19]
- 3000 m: Jenny Framme, Hälle IF - 9.28,66 [20]
- 60 m häck: Susanna Kallur, Falu IK - 8,47 [21]
- Höjd: Marie Norrman, Råby-Rekarne FIF - 1,84 [22]
- Stav: Vala Flosadóttir, Malmö AI - 4,44 [23]
- Längd: Erica Johansson, Mölndals AIK - 6,35 [24]
- Tresteg: Marie Åhlander, IF Göta - 13,09 [25]
- Kula: Linda-Marie Mårtensson, Hässelby SK - 16,57 [26]
- Femkamp: Maria Richtnér, IF Göta - 3991 [27]